# Bélgica en los Juegos Olímpicos de Tokio 1964
Bélgica estuvo representada en los Juegos Olímpicos de Tokio 1964 por un total de 61 deportistas que compitieron en 13 deportes.  
El portador de la bandera en la ceremonia de apertura fue el atleta Gaston Roelants.

## Medallistas
El equipo olímpico belga obtuvo las siguientes medallas:
| Nombre           | Deporte           | Competición           |
| ---------------- | ----------------- | --------------------- |
| Oro              |                   |                       |
| Gaston Roelants  | Atletismo         | 3000 m obstáculos M   |
| Patrick Sercu    | Ciclismo en pista | Contrarreloj 1000 m M |
| Plata            |                   |                       |
| —                |                   |                       |
| Bronce           |                   |                       |
| Walter Godefroot | Ciclismo en ruta  | Ruta M                |